# 功夫足球
《功夫足球》（英語：Kung Fu Soccer），香港無綫電視時裝外購電視劇，共25集，該劇於2004年12月6日起，星期一至五晚香港時間20:00播出。此劇於2006年10月14日至2007年4月14日於星期六下午重播。2007年5月15日起無綫劇集台播出。

## 演員表

### 主要演員
| 演員   | 角色   | 關係/暱稱 |
| 張衛健 | 唐小順 | 小順、古烈治（王小妹專用） 功夫隊隊長兼前鋒 唐大順之弟 功夫：唐氏十二路彈腿 暗戀王小妹，最後為其男友 患有恍惚症，因此對功夫、足球和王小妹以外的記憶過目即忘，而且病發時更會一動不動，需要靠藥油或王小妹的聲綫才能蘇醒，最後痊愈 初次見王小妹時因為其聲線與亡母相似，所以在其患恍惚症期間沒有忘記對王小妹過目即忘及病發時如沒有藥油可靠王小妹的聲線令其甦醒 初期經常帶著古烈治髮型的頭套，恍惚症痊愈後沒有再戴，之後查明帶頭套的原因為其後腦隱藏著彈腿終極絕招的秘密 後加盟西甲皇家馬德里。代表中國足球隊上陣超過七十場，帶領中國隊奪得兩次世界盃冠軍，而且也為效力的歐洲球隊帶來四次歐冠冠軍，個人五次勇奪歐洲金靴獎和連續三次獲得世界足球先生。身價是全球最高。 與林中虎亦師亦友 林中豹、朴迪路之天敵 黃風之對手兼天敵 招式：哈雷彗星大S射球、彈腿第十式·萬腿穿心、玄音盾、彈腿終極絕招·千鈞勢 鳥斂翼 天雨石 |
| 容祖兒 | 王小妹 | 小妹、Rosalina 初為唐大順之保姆，之後為功夫隊保姆 最後為唐小順之女友 白桃紅之好友，後因為唐小順醫治恍惚症期間離棄其而曾經反目，最後和好 自我介紹時經常說「我係人見人愛，車見車載，啤酒見到都打開蓋嘅王小妹Rosalina」 |
| 吳君如 | 唐大順 | 唐老大 唐氏十二路彈腿第三十八代傳人。唐小順之姐。十年前開始喜歡夜晚與各路武林高手比武，每次都生死決鬥。六年前被少林大力金剛腿傷過，三年前左面靜脈也被金蛇缠丝手傷過，受傷得最重的是一年前被詠春寸勁打中了氣門（也因此有了一身的内傷）。 初期針對王小妹，後接受 暗戀林中虎 功夫：唐家十二路彈腿 興趣為與各路武林高手比武（也因此有了一身的内傷）。 招式：聚首一唐彈腿第十二式·空中箭彈飛 於第16集（33集版本）因身受重傷而離世 |
| 黃秋生 | 林中虎 | 虎哥、火水佬 功夫隊領隊 故事初期受唐大順啓發而致力發掘有功夫潛能的人加入球隊 林中豹之兄兼天敵，後和好 曾為中國國家足球隊代表，後被其弟陷害而被逼退出國家隊 唐小順之師父兼好友 暗戀利曉晴，最後為其男友 |
| 林保怡 | 林中豹 | 豹哥 香港出生，中國足協高層，年輕時效力於香港甲組勁旅精工體育會，曾四次獲得聯賽冠軍，五次榮膺亞洲足球先生，退役後成為三支球隊老闆。後為新功夫隊領隊 功夫隊之天敵 林中虎之弟兼天敵，後和好 初期希望借其工作便利希望幫助其兄但不得要領，中期開始視其兄為天敵及剷除功夫隊 利用打假波欺負功夫隊，最後與林中虎和好，後因後悔其之前所作所爲而自殺。 |
| 蒙嘉慧 | 葉 月  | 阿月 功夫隊班主 因為其哥哥的經歷與唐小順相似，所以非常關心唐小順 |
| 海俊傑 | 霍 金  | 霍老金 霍元甲曾孫，原為（小）生意人 後為功夫隊翼鋒，得到沾衣十八跌後兼任後衛 口才了得，因此經常向功夫隊衆人推銷其產品（但只有賈如花接受） 功夫：霍家迷蹤步 患有色盲，所以在與新功夫隊首次對賽時被誤會是功夫隊叛徒，真相大白之前只有賈如花發現其是色盲 因與新功夫隊首次比賽時肝臟受重創昏迷，後得陸轆捐肝所救並留下沾衣十八跌秘笈給他。 後他留在中國，致力發展中國足球運動，推廣中國足球產品，成功為中國足球開拓出一個海外市場，遠至非洲都能買得到。 賈如花之男友 |
| 杜汶澤 | 陸 轆  | 阿轆 原為保安，後為功夫隊後衛 為人悲觀、冷漠（原因與其童年有關），但加入功夫隊後開始比以前較樂觀 初期非常討厭功夫和足球，後得唐大順和林中虎點化而開始融入功夫隊 功夫：沾衣十八跌 暗戀賈如花 口頭禪：尋尋覓覓、冷冷清清、淒淒慘慘慼慼 有血小板過敏，霍金受嚴重內傷時堅決捐出肝臟救他，因為整個功夫隊只有其血型與霍金吻合，於第19集（25集版本）手術後不治身亡 |
| 黃伊汶 | 賈如花 | 如花、阿花 功夫隊拉拉隊副隊長 其貌不揚崇拜花弄影，後暗戀霍金 最後整容變美並成為霍金女友 |
| 黃一飛 | 鐵如冰 | 阿冰、冰哥 原在街頭賣藝，後為功夫隊前鋒 嚴震北之死敵，曾經和好，後因為嚴震北叛變而反目 功夫：鐵頭功。 曾效力英超、西甲、意甲、德甲以及法甲球隊，頭球頂遍五大聯賽無敵手，遍獲五大聯賽冠軍。 招式：柔錘貫頂、鐵背蒼龍、玄音盾 雖然功夫了得，但頭腦非常簡單 因為花弄影為碧眼狐狸的徒弟而在初期與其不和，後和好 後學會八卦掌並憑此在最後大戰中利用擋下的陰風錐直接刺破嚴震北的氣門，使其武功被廢 |
| 梁俊一 | 花弄影 | 碧眼狐狸之徒弟 花弄月之兄兼師弟 因加入功夫隊初期不願意露出其功底而要求當守門員，後得其師傅首肯而成為翼鋒。 《福布斯》年輕富豪榜他是唯一一個進入十大的中國企業家，不過有時候也會約上舊隊友踢場球賽。 功夫：輕功 招式：踏雪無痕、雄鷹展翅 氣吞天下（與花弄月合力使出） 白桃紅之歡喜冤家，後為女友 |
| 關智斌 | 花弄月 | 碧眼狐狸之徒弟 花弄影之弟兼師兄 後期加入功夫隊並代替其兄成爲翼鋒。 被譽為當今球壇最有價值球員之一，目前在西甲效力，已經為球隊帶來四次聯賽冠軍和一次歐冠冠軍。 功夫：輕功 招式：雄鷹展翅 氣吞天下（與花弄影合力使出） |
| 李彩華 | 白桃紅 | 小桃 功夫隊跟班兼林中虎助理 王小妹之好友，後因為其離棄唐小順而曾經反目，最後和好 花弄影之歡喜冤家，後為男友 |
| 林曉峰 | 林江龍 | 江龍、阿龍 原為健身室小員工，後為功夫隊守門員 擅長做菜，尤其是帶有火腿味的生炒排骨（因此也兼職功夫隊的廚師） 功夫：太極八卦 招式：八卦掌 因其家人被林中豹挾持而轉投新功夫隊，最後被林中豹設下的機關電死 |
| 黃一山 | 嚴震北 | 老嚴 氣功宗師，後為功夫隊防守中場。 為人好色、貪財、好大喜功 鐵如冰之死敵，曾經和好，但最後因為其叛變而反目 功夫：氣功 招式：混元一氣功（弱點為使用後會體力盡失） 後變節加入新功夫隊兼洪獅之天敵 於最後大戰中雖然使茅招令洪獅無辜被逐，但不久後被鐵如冰用八卦掌擋下的陰風錐刺破氣門而武功被廢，之後被夏炎炎催眠而在高處墜下並瘸了左腳。 後於小學任體育老師 |
| 郭力行 | 毛無語 | 毛毛 通稱毛毛雨 千臂如來徒弟，原職過橋通菜廚師 後代替林江龍成為功夫隊守門員 洪獅之好友 功夫、招式：千臂神功 |
| 史鴻波 | 洪 獅  | 原職為電子厰測電員 後代替嚴震北成為功夫隊防守中場兼天敵 毛無語之好友 功夫、招式：獅哮功 |
| 洪欣   | 利曉晴 | 利醫師 中醫師，功夫隊隊醫 暗戀林中虎，最後為其女友 |

### 足球隊相關演員
| 演員   | 角色   | 關係/暱稱                                                                                               |
| 余華   | 周潤   | 鎮乳 原波牛隊，後經林中虎加入功夫隊                                                                     |
| 張闌   | 劉華   | 原波牛隊，後經林中虎加入功夫隊                                                                          |
| ？     | 通臂拳 | 新功夫隊龍門 林中豹手下                                                                                 |
| 潘文迪 | 朴迪路 | 原魔術隊，後為新功夫隊隊長兼前鋒 林中豹手下 唐小順之天敵 之後學會佛山無形腳並踢傷毛無語的右手           |
| 吳浩康 | 地膛腿 | 新功夫隊前鋒 林中豹新手下                                                                               |
| 張德豪 | 黃風   | 無影腳 新功夫隊中鋒 林中豹新手下 唐小順之對手兼天敵 功夫、招式：佛山無形腳                              |
| 關德輝 | 陰風   | 新功夫隊後衛 被林中豹威脅而加入 功夫、招式：陰風錐，其招式可殺人於無形 最後大戰中雙手被彈腿終極絕招廢掉 |
| 黎小田 | 阿黎   | 足球評述員                                                                                              |
| 陳百祥 | 阿叻   | 足球評述員                                                                                              |
| 八兩金 | 阿爺   | 主裁判 中國國際級裁判，受林中豹賄賂的裁判。                                                             |

### 其他演員
| 演員     | 角色     | 關係/暱稱 |
| 鍾欣潼   | 李彩嬌   | 阿嬌、嬌姐、嬌拔 （唐小順專用） 大排檔老闆。唐小順於廣州的好友，酷愛足球。後參加廣州女子足球隊選拔賽 |
| 蔡卓妍   | 朱帶娣   | 大爛財 唐小順於鄉村的好友，自稱街坊組組長 （客串第一、二集） |
| 蘇永康   | 康醫生   | 廣州醫院醫生 為小順做詳细檢查 足球愛好者，曼聯球迷 （客串第三集） |
| 黃又南   | 八卦公   | 唐小順與唐大順搬到廣州時的鄰居，游手好閒 穿衣品味奇劣 |
| 商天娥   | 碧眼狐狸 | 碧眼前輩（唐小順專用） 解放前為飛賊，後改邪歸正 現在花家當管家 絕頂輕功高手，暗中教導花弄影和花弄月兩兄弟輕功 最後被迷惑的江龍打至重傷不治 功夫：輕功 招式：飛燕雙梭、踏雪無痕 |
| 詹瑞文   | 朱玉盧   | 豬肉佬 名門正派後代，歸隱的南拳正统傳人，功力深厚，南拳形意門第七十一代入室弟子。 平時在街頭買豬肉 與唐大順一戰不敵 後為感激大順當日手下留情，將自己的獨門秘技玄音盾傳授給授给小順一眾人 其後體力盡失，但獲得洪獅的獅哮功 功夫：南拳、獅吼功 招式：玄音盾                                                                                    |
| 何依静   | 阿美     | 鐵如冰的妻子，因嫌棄丈夫愚鈍而改嫁他人 最後得釋真相回到鐵如冰身邊 |
| 吳文忻   | 夏炎炎   | 林中豹的情人 懂得催眠術 最後被林中豹槍殺 |
| 譚凱欣   | 赤煉     | 夏炎炎的師姐 使用毒功 為球員注射興奮劑 |
| 余安安   | 苗青青   | 林中虎前女友，因林中虎的臭脾氣趕走苗青青 現為林中豹妻子育有一子 最後大戰後帶同兒子離開林中豹 |
| 許志安   | 莊尼     | Johnny 私人司機 欺騙王小妹是有錢人 （第十一至十三集） |
| 羅嘉良   | 張健     | Grad 名攝影師 年薪過百萬美金 王小妹男友，後成全其與唐小順 |
| 蔣雅文   | 曼蒂     | Mandy 網名「小龍女」 王小妹好友兼快餐店同事 曾與鬼仔不和，最後和解並成爲其女友 |
| 張致恆   | 鬼仔     | Steven 泰拳高手。從外國回來，曾在曼聯青年隊受訓。 網名「Richard」、「楊過」 崇拜中國功夫，仰慕功夫隊，屢次來挑釁藉此拜眾人為師，但卻為此與功夫隊眾人不和，之後和好並幫助功夫隊在拯救林江龍的行動中接眾人離開 曾與Mandy不和，最後和解並成爲其男友。                                                                                           |
| 成奎安   | 王玉郎   | 王小妹的父親 |
| 羅蘭     | 王老太   | 王小妹的嫲嫲 患有腦退化症 |
| 劉永     | 花老爺   | 花弄月，花弄影的父親 後來資助功夫隊，但條件是要花弄影棄足從商 |
| 罗纳尔多 | 罗纳尔多 | 外星人 被林中豹高價買入加盟新功夫隊。世界传奇前锋，最伟大的足球运动员之一，巴西國家足球隊正印前鋒。曾三次當選世界足球先生，兩次獲得金球奖 (足球)，一次獲得歐洲金靴獎等榮譽。而在世界盃方面，他在2002年日韓世界盃決賽，憑藉他兩個進球，以2比0擊敗德國國家足球隊，是奪冠的重要功臣。世界盃個人成績方面，各一次獲得世界盃金球獎及世界盃金靴獎。 |
| 齐达内   | 齐达内   | 齊祖 被林中豹高價買入加盟新功夫隊。世界足球史上最佳法国传奇之一，法国国家足球队队长，世界盃冠军加欧洲盃冠军双冠王、三次世界足球先生、一次歐洲足球先生等榮譽。通常评价齐达内是当代最佳中场球员，球队核心灵魂领袖能力卓绝。 |
| 贝克汉姆 | 贝克汉姆 | 小貝、萬人迷 被林中豹高價買入加盟新功夫隊。英格兰足球代表队队长，有萬人迷之稱，1999年及2001年世界足球先生亚军，最为著名的是其“黄金右脚”，都借此获得了大量助攻和进球。 |

- 鍾丽淇 飾 採访功夫隊记者
- 李健仁 飾 試圖襲擊花弄影的男子
- 盧巧音 飾 小妹好友
- 魏秋樺 飾 朱玉盧老婆
- 王一伊 飾 卓琪
- 林以政 飾 李九
- 温峥嵘 飾 任萍 (葉萬山世侄女)
- 陳剛 飾 陳教頭
- 曾挚 飾 鐵冰兒 (鐵如冰兒子)世界足壇一顆最矚目的新星，很多球隊出高價請他加盟。
- 任葆琳 飾 賈如花姊
- 彭慧君 飾 拉拉隊隊長 Alice
- 蒙偉明 飾 李昌
- 吕洁 飾 陸雯
- ？ 飾 葉萬山 (葉月親父)
- ？ 飾 沈四 (林中豹跟班)
- ？ 飾 毒砂掌
- ？ 飾 大漠神駝 (鐵駝無敵烽火輪)鐵駝蔡九師傅。解放前與碧眼狐狸決鬥失足跌落山崖後死去。
- ？ 飾 "鐵駝"蔡九 大漠神駝徒弟。目前為工地工人，鐵如冰師叔 綽號:鐵背蒼龍 武功高強、輕功卓越。五十年後重遇碧眼狐狸報弑師之仇。
- ？ 飾 嚴震北師兄

註：罗纳尔多、齐达内、贝克汉姆均為電腦特效，並非真人演出。

## 主題曲
足球小將（粵）－張衛健
比賽（國）－張衛健

## 片尾曲
大獎（粵）－張衛健
不是你的錯（國）－張衛健

## 插曲
貪慕虛榮（粵）－容祖兒
分秒必爭（粵）－羅嘉良
別無所求（國）－羅嘉良

## 軼事
該劇被視爲電視劇版《少林足球》，所以播放時期觀眾經常將本劇與該電影比較。
兩劇相同之處：
- 男主角的功夫均以踢擊爲主（不同之處：《少林足球》是大力金剛腿，而本作是彈腿）
- 黃一飛均有參與兩劇，而且功夫均爲鐵頭功
- 全劇均在廣州取景
- 大反派均爲球會班主和足協高層（或在足總足協具大影響力的人物），而且與主角群的教練有恩怨
- 兩劇的主角群的教練均曾經是叱吒一時的足球員，後被奸人所害而被逼退出球壇並從此潦倒

劇中功夫隊的隊徽實為參考曼聯的隊徽。
除此之外，本作的粵語版主題曲亦為日本著名動畫《足球小將》其中一季在香港播映時的主題曲，原唱者同樣為張衛健。

## 外部連結
- 無綫電視官方網頁 - 功夫足球

1. ↑  初期唐小順專用，後期王小妹及部分與功夫隊成員亦開始以此稱呼林中虎。
2. 1 2  即與新功夫隊的第二次對戰。